# Purumitra australiensis
Purumitra australiensis is een spinnensoort in de taxonomische indeling van de wielwebkaardespinnen (Uloboridae).
Het dier behoort tot het geslacht Purumitra. De wetenschappelijke naam van de soort werd voor het eerst geldig gepubliceerd in 1995 door Opell.